# تب پتروف
تب پتروف (روسی: Петровы в гриппе) یک فیلم پست‌مدرن روسی محصول سال ۲۰۲۱ به نویسندگی و کارگردانی کیریل سربرنیکوف بر اساس رمانی از الکسی سالنیکوف است. این فیلم برای رقابت نخل طلا در جشنواره فیلم کن ۲۰۲۱ انتخاب شد که در آن جایزه ولکان برای بهترین فیلمبرداری را از آن خود کرد.

## طرح داستانی
پتروف یک مکانیک خودرو در شهر یکاترینبورگ روسیه پس از سقوط اتحاد جماهیر شوروی است که همچنین نویسنده کتاب‌های کمیک‌استریپ نیز هست. او از همسرش که کتابدار است جدا شده و یک پسر از او دارد. درست قبل از شروع سال جدید، او و پسرش به آنفولانزا مبتلا می‌شوند. خانواده پتروف شروع به رنج بردن از توهمات سورئالیستی می‌کنند و مرز بین واقعیت و توهم شروع به ناپدید شدن می‌کند.